# Duga Resa
Duga Resa je mesto z okoli 6.000 prebivalci na Hrvaškem; upravno spada pod Karlovško županijo.
Industrijsko mesto in sedež občine leži na obali reke Mrežnice in ob železniški progi Zagreb-Karlovec-Reka okoli 11 km jugozahodno od Karlovca. Tu se od ceste Karlovec-Reka odcepi cesta proti Senju. Naselje je nastalo leta 1873 po izgradnji železniške proge. Dobre prometne veze, veliko vode ter izgradnja hidroelektrarne na reki Mrežnici so privabile tuj kapital, da so tu leta 1884 zgradili veliko tekstilno tovarno. Od zgodovinskih objektov so pomembni cerkev sv. Petra, v bližini naselja ležeče arheološko najdišče iz rimske dobe, delavsko naselje Kasar in stara hidroelektrarna na Mrežnici.

## Demografija
| Pregled števila prebivalcev po letih | Pregled števila prebivalcev po letih | Pregled števila prebivalcev po letih | Pregled števila prebivalcev po letih | Pregled števila prebivalcev po letih | Pregled števila prebivalcev po letih | Pregled števila prebivalcev po letih | Pregled števila prebivalcev po letih | Pregled števila prebivalcev po letih | Pregled števila prebivalcev po letih | Pregled števila prebivalcev po letih | Pregled števila prebivalcev po letih | Pregled števila prebivalcev po letih | Pregled števila prebivalcev po letih | Pregled števila prebivalcev po letih |
| ------------------------------------ | ------------------------------------ | ------------------------------------ | ------------------------------------ | ------------------------------------ | ------------------------------------ | ------------------------------------ | ------------------------------------ | ------------------------------------ | ------------------------------------ | ------------------------------------ | ------------------------------------ | ------------------------------------ | ------------------------------------ | ------------------------------------ |
| 1857                                 | 1869                                 | 1880                                 | 1890                                 | 1900                                 | 1910                                 | 1921                                 | 1931                                 | 1948                                 | 1953                                 | 1961                                 | 1971                                 | 1981                                 | 1991                                 | 2001                                 |
| 256                                  | 273                                  | 298                                  | 635                                  | 1028                                 | 1417                                 | 1242                                 | 1992                                 | 3337                                 | 3773                                 | 4209                                 | 4666                                 | 6747                                 | 7513                                 | 6601                                 |